# Abdel Halim Hafez

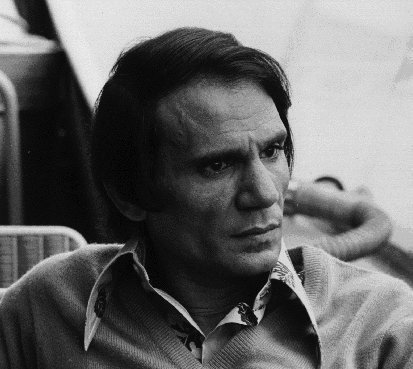
Abdel Halim Hafez in 1971

Abdel Halim Hafez of kortweg Abdel Halim (Arabisch: عبد الحليم حافز), alias Abdelhalim Chabana (Halwat, 21 juni 1929 - Londen, 30 maart 1977) was een populaire Egyptische zanger en acteur in de jaren 50 tot de jaren 70. Al andalib al asmar, of de bruine nachtegaal, zoals hij nog werd genoemd, wordt beschouwd als een van de grootste zangers ooit uit de Arabische wereld. De cd's en cassettes van Abdel Halim zijn tot op vandaag de best verkochte in Egypte. De muziek van Abdel Halim wordt ook door westerse artiesten gebruikt. Zo nam Jay-Z de melodie van het nummer Khosara over voor zijn eigen Big Pimpin.